# Ochmativ

Ochmativ (ukrainska: Охматів, ryska: Ахматов, transkriberas Achmatov) är en by med cirka 800 invånare, inte långt från staden Zjasjkiv i Tjerkasy oblast i Ukraina. Norr om Ochmativ ägde ett slag rum i januari 1655 mellan en polsk-litauisk armé och de ukrainsk-ryska styrkorna under Bohdan Chmelnytskyjs ledning. Platsen, ett fält, kom att kallas för Drozji Pole (ungefär darrande fält) på grund av att slaget utkämpades i bitande kyla.